# Reri Grist
Reri Grist es una soprano ligera nacida en Nueva York el 29 de febrero de 1932. Soprano ligera de coloratura en la categoría "soubrette" de destacada actuación americana y europea en las décadas de 1960 y 1970, la cantante afrodescendiente fue pionera en los festivales de Salzburgo y en Alemania donde fue intérprete favorita de directores como Karl Böhm en personajes de Mozart y Richard Strauss.

## Carrera
Comenzó en Broadway cantando Carmen Jones siendo en 1957 la primera Carmela en West Side Story de Leonard Bernstein quien en 1958 la invitó a ser la solista en la Cuarta Sinfonía de Gustav Mahler.
Debutó en la Ópera de Santa Fe en 1959 como Adele en Die Fledermaus de Johann Strauss y como la Reina de la Noche en La flauta mágica en Colonia, Alemania en 1960.
En el Metropolitan Opera debutó el 25 de febrero de 1966 como Rosina de Il barbiere di Siviglia cantando luego Adina, Norina, Gilda, Olympia, Oscar, Sophie en Der Rosenkavalier y Zerbinetta en Ariadne auf Naxos.
Se retiró en 1991 en Ámsterdam en la ópera Neither, de Morton Feldman para un solo personaje con textos de Samuel Beckett.

## Docencia
Actualmente enseña en la Hochschule für Musik de Múnich y en Zúrich, Ravinia, Bloomington y San Francisco. 
Vive en Hamburgo con su marido, el musicólogo Ulf Thomson.

## Cine
En 2002 la cineasta Marieke Schroeder realizó una documental titulada Opera is theatre sobre su vida, previamente con Jan Schmidt-Garre filmaron Aida´s Brothers and Sisters junto a otros cantantes negros como Simon Estes, George Shirley, Barbara Hendricks, Leontyne Price, Grace Bumbry y Shirley Verrett.

## Roles principales
- Mozart: Le nozze di Figaro (Susanna)

- Mozart: Don Giovanni (Zerlina)

- Mozart: Cosi fan tutte (Despina)

- Mozart: Die Entfuhrung aus dem Serail (Blonde)

- R.Strauss: Der Rosenkavalier (Sophie)

- R.Strauss: Ariadne auf Naxos (Zerbinetta)

- Rossini: Il Barbiere di Siviglia (Rosina)

- Verdi: Un ballo in maschera (Oscar)

## Discografía de referencia
- Mozart: Abduction From The Seraglio / Böhm
- Mozart: Cosi Fan Tutte / Böhm
- Mozart: Don Giovanni / Böhm
- Mozart: Le Nozze Di Figaro / Böhm
- R. Strauss: Ariadne Auf Naxos / Böhm
- Strauss: Ariadne Auf Naxos / Böhm
- Strauss: Die Schweigsame Frau / Sawallisch
- Verdi: Rigoletto / Molinari-pradelli
- Verdi: Un Ballo In Maschera / Leinsdorf
- Verdi: Un Ballo In Maschera / Muti